# Öbarna
Öbarna är en svensk musikgrupp från Grundsund i Bohuslän som består av Eva Jarnedal (född 1950) och Jan Magnarsson (född 1946). Deras repertoar består av visor, oftast med text och musik av Janne Magnarsson. Öbarna har med sina sånger och drygt 40 års turnerande fått en stor och trogen publik över hela Sverige. Deras tolkning av Evert Taubes Inbjudan till Bohuslän hamnade på Svensktoppen under två veckors tid hösten 1987, och blev senare en av de mest önskade inspelningarna i radions önskeprogram.
Eva är dotter till Karin Johansson gift Jarnedal (1926-2001) i Ängön på Flatön i Morlanda socken på Orust, det vill säga den "Huldas Karin" som Taube diktade om.
Öbarna har spelat in två album med Taubes visor.
Öbarna har tilldelats flera utmärkelser för sina musikaliska gärningar, bland annat kulturpris från Bohusläns landsting och Sällskapet Astri och Evert Taubes vänner. Öbarna är även hedersmedlemmar hos Svenska Västkustfiskarna. Den senaste utmärkelsen var Tidningen Bohusläningens pris "Bohuslän Tackar", framröstad av tidningens läsare.

## Diskografi
- Öbarna - LP, Liphone 1976 (LILP 3005)
- I vått och torrt - LP, Liphone 1977
- Från Grundsund till Parana - Lp Öbarna 1983
- Med båt och låt på fiskestråt - LP, CD Öbarna 1984 (ÖBP MC 4)
- Med Taube på Ängön - LP, CD Öbarna 1987 (ÖBP LP 5), Kassett ÖBP-MC-5.
- Sol, hav och kärlek - LP, CD Öbarna 1989 (ÖBP LP 6)
- Med Taube i vals och ballader -LP, CD, Öbarna 1990[2] (ÖBP CD 7)
- När daggen kom - LP, CD, Öbarna 1992 (ÖBP CD 8)
- 25 år - Samlingsskiva - CD (samling), Öbarna 1998 (CD ÖBP 9)
- Resor och promenader - CD, Öbarna 2004 (ÖBP CD 10)8
- En samling somriga sånger - CD, Öbarna 2009
- Makrillen - singel CD 2012
- Jul på ön - singel CD 2019
- Reflektioner - Digital EP med 6 nya sånger 2022
- Sol föder sommar, moln föder regn - 2024

## Källhänvisningar
1. ↑  ”Svensktoppen”. Sveriges Radio. https://sverigesradio.se/Diverse/AppData/Isidor/files/2023/3483.txt. Läst 27 oktober 2024.
2. ↑  ”Öbarna med Taube i vals och ballader”. biblioteket.stockholm.se. https://biblioteket.stockholm.se/titel/269634. Läst 30 mars 2022.